# Grenache Gris
Die Weißweinsorte Grenache Gris stammt aus Spanien (sie heißt dort Garnacha Roja), ist aber auch in Australien, Bulgarien, Frankreich, Portugal und Südafrika zu Hause.
Die Varietät von Grenache ist schon sehr alt und erbringt runde, üppige, fruchtbetonte Weine mit Himbeer- oder Kirscharoma. Da der natürliche Zuckergehalt der Beeren hoch ist, wird sie in Frankreich vor allem in Süßweinen des Roussillon, den Vin Doux Naturel wie z. B. Rivesaltes eingesetzt. Sortenrein als Weißwein ausgebaut fehlt es dem ansonsten kräftigen Wein an Säure.
Zu Ende der 1980er Jahre war die Sorte in Südfrankreich mit über 10.000 Hektar noch sehr weitverbreitet, ist aber den offiziellen Rodungsprogrammen weitestgehend zum Opfer gefallen. Im Jahr 2007 waren offiziell noch ca. 1.756 Hektar bestockt.
Das INRA Montpellier (Institut National de la Recherche en Agronomie) nutzte die Sorte zur Kreuzung der Neuzüchtung Aranel.

## Ampelographische Sortenmerkmale
In der Ampelographie wird der Habitus folgendermaßen beschrieben:
- Die Triebspitze ist offen. Sie ist stark weißlich behaart mit sehr leicht rötlichem Anflug. Die grünen, leicht bronzefarbenen Jungblätter sind schwach behaart.
- Die mittelgroßen Blätter (siehe auch den Artikel Blattform) sind meist fünflappig und nur mittelstark gebuchtet. Sie sind von hellgrüner Farbe und stark glänzend.  Die Stielbucht U-förmig offen. Der Blattrand ist fein gesägt. Die Zähne sind im Vergleich der Rebsorten klein. Die Blattoberfläche (auch Spreite genannt) ist glatt.
- Die konusförmige Traube ist mittelgroß bis groß und  dichtbeerig. Die rundlichen oder leicht ovalen Beeren sind mittelgroß und von schwarzer Farbe. Die Schale der Beere ist dick. Die Beeren sind saftig; der Saft ist farblos.

Der Grenache treibt relativ früh aus. Bei feuchtem Wetter während der Blüte neigt der Grenache Gris zur Verrieselung.
Grenache wird meist mit der Gobelet-Methode erzogen. Er ist recht resistent gegen den Echten Mehltau. Anfällig ist er gegen den Falschen Mehltau, die Eutypiose und die Rohfäule. Daher können die Erträge zwischen 20 Hektoliter/Hektar und 80 Hektoliter / Hektar variieren.
In Frankreich wurden bisher 2 Klone selektiert und für den gewerblichen Anbau anerkannt: Klon n° 147, n° 148, n° 149 und n° 150.

## Synonyme
Die Rebsorte Grenache Gris ist auch unter den Namen Garnacha Rioja oder Garnacha Roja, Garnacho Rojo, Grey Grenache (in Australien), Piros Grenache, Rosco dos Pinheiro und Szuerke Grenache bekannt.